# Prostitució a Xile
La prostitució a Xile entre adults i dins de l'àmbit privat és legal, subjecta a regulació, però les activitats relacionades com mantenir bordells (casas de tolerancia) i proxenetes estan prohibides. L'ofici de la prostitució s'identifica com un règim mixt. Diversos centenars de dones van ser registrades com a prostitutes al Servei Nacional de Salut de Xile.
Encara que són il·legals, els bordells s'estableixen a les zones més remotes de Xile, com ports, ciutats mineres, zones de tala d'arbres o qualsevol lloc on hi hagi homes treballant fora de casa.

## Situació legal
El primer període de reglamentació de la prostitució a Xile comença el 1896.
La promoció i facilitació (el proxenetisme i la publicitat) de la prostitució està prohibida, així com tot el relacionat amb els menors de 18 anys (tot i que l'edat de consentiment sexual per a actes consensuats i no comercials per a heterosexuals és de 14 anys). Fins a 1998, la prostitució homosexual masculina va ser prohibida, ja que la sodomia es considerava un delicte en l'article 365 del Codi Penal.
Els articles 373 i 495 del mateix codi sanciona les «ofenses a la modèstia, la moral i les bones maneres», que s'aplica a aquells que realitzen actes sexuals en públic de qualsevol naturalesa, si hi ha o no un propòsit comercial. No obstant això, la prostitució pot ser un factor agreujant de l'ordre públic, depenent dels criteris dels carabiners. No obstant això, la policia sovint deté les prostitutes (normalment com a resultat de les queixes dels residents del barri) amb càrrecs de «delictes contra la moral», que poden conduir a una multa de 50.000 pesos o cinc dies de presó.
El Codi Sanitari es refereix a la prostitució en l'Apartat II: De les malalties venèries, que prohibeix específicament els bordells però legitima l'existència de la prostitució.
La llei xilena obliga a les treballadores sexuals registrar-se al Ministeri de Salut (Minsal) i que se sotmetin a una revisió mèdica periòdica pagada per l'Estat. El Reglament sobre les infeccions de transmissió sexual i les directrius de gestió i tractament del Minsal inclouen seccions específiques sobre les treballadores sexuals. Les treballadores sexuals han informat que la llei sovint no s'aplica i que hi ha corrupció dins de la policia.
L'agost de 2019, els treballadors sexuals van ser inclosos com «grup de risc» per al contagi de virus de VIH / Sida pel Ministeri de Salut, permetent el lliurament gratuït en el sistema de salut públic xilè del tractament de profilaxi preexposició per al VIH (PPrE o en la seva versió anglesa PrEP).

## Tràfic sexual
La majoria de les víctimes del tràfic d'éssers humans són dones i menors d'edat que són víctimes del tràfic intern per a l'explotació sexual. Les dones i nenes xilenes responen a falses ofertes de treball i, posteriorment, són sotmeses a prostitució forçosa. Les víctimes també són traficades a l'Argentina, el Perú, Bolívia, els Estats Units d'Amèrica, Europa i Àsia. Les dones estrangeres de la República Dominicana, Haití, Equador, Colòmbia i Paraguai, a més de països asiàtics com la Xina, són atretes a Xile amb ofertes de treball fraudulentes i posteriorment són forçades a prostituir-se.

Informe de tràfic de persones, 2019

El Departament d'Estat dels Estats Units per supervisar i combatre el tràfic de persones classifica Xile com un país «Tier 1».

## Prostitució infantil
Induir a una menor d'edat (a Xile, per sota dels 18 anys) a tenir sexe a canvi de diners o altres favors és il·legal. El càstig va des de tres a vint anys de presó i una multa de 520.000 pesos, depenent de l'edat de la menor. Una brigada policial de delictes sexuals va ser creada específicament per a investigar i perseguir casos de pedofília i pornografia infantil.
El 2003, el govern de Xile va estimar que hi havia aproximadament 3.700 menos d'edat implicats en alguna forma d'explotació sexual comercial; el 1999, la UNICEF va elevar molt el nombre de prostitutes infantils, estimant que hi havia aproximadament 10.000 nenes entre 6 i 18 anys implicades en la prostitució.
Arturo Herrera, el director de la policia d'investigació del PDI a Xile, va dimitir el 2009 després d'un escàndol en el qual els oficials de policia estaven profundament implicats en un cercle de prostitució infantil. Es va al·legar que la policia va rebre el pagament en forma de sexe amb noies drogades a canvi de la protecció de dos bordells a Valparaiso dirigits per Carlos Parra Ruis.

## Activisme
La Fundación Margen és una organització sense ànim de lucre xilena dedicada mitjançant l'activisme a l'equiparació de drets laborals de les treballadores sexuals que exerceixen la prostitució a Xile, a més de realitzar campanyes informatives i de sensibilització sobre el sexe segur i el lliurament de preservatius a les treballadores sexuals, com un mètode de prevenció d'embaràs i malalties, promovent l'autocura de les que exerceixen la prostitució.